# Фигероа, Элиас
Эли́ас Рика́рдо Фигеро́а Бранде́р (исп. Elías Ricardo Figueroa Brander; род. 25 октября 1946, Вальпараисо) — чилийский футболист, защитник. Один из величайших футболистов в истории своей страны. Участник трёх чемпионатов мира: 1966, 1974 и 1982. Фигероа был одним из лучших футболистов мира в 1970-е годы, когда, будучи игроком бразильского «Интернасьонала», трижды подряд признавался лучшим футболистом Южной Америки (1974—1976). Также выступал за уругвайский «Пеньяроль».

## Биография

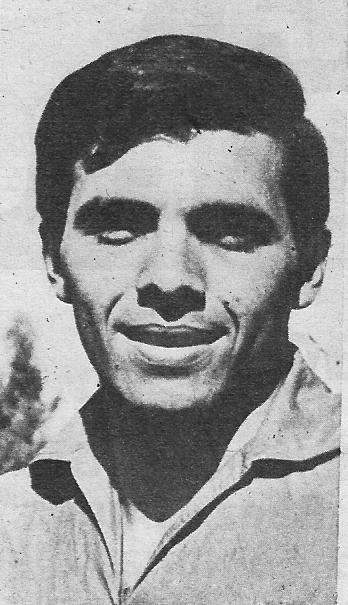
Элиас Фигероа в конце 1960-х годов

Начал карьеру в скромном клубе «Унион Ла-Калера». В 1967—1972 годах выступал за один из лучших клубов Южной Америки 1960-х годов, «Пеньяроль», с которым дважды выигрывал первенство Уругвая. В 1970-е годы поистине мировую славу Фигероа принесло выступление за бразильский клуб «Интернасьонал», с которым он дважды завоёвывал титул чемпиона Бразилии и 6 раз выигрывал Лигу Гаушу. Его гол с паса Валдомиро позволил «Интеру» праздновать первый в истории чемпионский титул в Бразилии.
В 1967 и 1968 годах он признавался лучшим игроком в Уругвае, в 1974, 1975, 1976 годах — Южной Америки, в 1975 и 1976 годах — Бразилии, в 1977 и 1978 годах — Чили. В 1975 и 1976 годах Элиас Фигероа также признавался лучшим игроком мира по версии ФИФА.

### В сборной
В сборной Чили Элиас Фигероа дебютировал 23 февраля 1966 года в товарищеском матче со сборной СССР, завершившимся со счётом 0:2. В составе сборной Фигероа принял участие в трёх чемпионатах мира 1966, 1974 и 1982 годов, чемпионате Южной Америки 1967 года, где сборная Чили стала бронзовым призёром и Кубке Америки 1979 года, где сборная Чили стала серебряным призёром. Таким образом, между его первым и последним выступлением на чемпионатах мира прошло 16 лет. Лишь восемь человек в истории футбола показали такой же результат — Антонио Карбахаль, Лотар Маттеус и Рафаэль Маркес (по пять чемпионатов), Джузеппе Бергоми, Ригобер Сонг и Самюэль Это'О (по четыре чемпионата), а также Уго Санчес (три чемпионата) и Фарид Мондрагон (два чемпионата). Своё последнее выступление за сборную Фигероа провёл в матче чемпионата мира 1982 года со сборной Алжира 24 июня 1982 года, тот матч завершился поражением чилийцев 2:3. Всего же за сборную Фигероа сыграл 46 официальных матчей, в которых забил 2 гола.
| №  | Дата             | Соперник  | Счёт | Голы | Соревнование                 |
| -- | ---------------- | --------- | ---- | ---- | ---------------------------- |
| 1  | 23 февраля 1966  | СССР      | 0:2  | —    | Товарищеский матч            |
| 2  | 17 апреля 1966   | Бразилия  | 0:1  | —    | Кубок Бернардо О’Хиггинса    |
| 3  | 15 мая 1966      | Бразилия  | 1:1  | —    | Товарищеский матч            |
| 4  | 19 мая 1966      | Бразилия  | 0:1  | —    | Товарищеский матч            |
| 5  | 22 мая 1966      | Уэльс     | 2:0  | —    | Товарищеский матч            |
| 6  | 29 мая 1966      | Мексика   | 0:1  | —    | Товарищеский матч            |
| 7  | 2 июля 1966      | ГДР       | 2:5  | —    | Товарищеский матч            |
| 8  | 13 июля 1966     | Италия    | 0:2  | —    | ЧМ-1966. Групповой этап      |
| 9  | 15 июля 1966     | КНДР      | 1:1  | —    | ЧМ-1966. Групповой этап      |
| 10 | 20 июля 1966     | СССР      | 1:2  | —    | ЧМ-1966. Групповой этап      |
| 11 | 30 ноября 1966   | Колумбия  | 5:2  | —    | Отборочный матч ЧЮА-1967     |
| 12 | 11 декабря 1966  | Колумбия  | 0:0  | —    | Отборочный матч ЧЮА-1967     |
| 13 | 18 января 1967   | Венесуэла | 2:0  | —    | Чемпионат Южной Америки 1967 |
| 14 | 22 января 1967   | Парагвай  | 4:2  | —    | Чемпионат Южной Америки 1967 |
| 15 | 26 января 1967   | Уругвай   | 2:2  | —    | Чемпионат Южной Америки 1967 |
| 16 | 28 января 1967   | Аргентина | 0:2  | —    | Чемпионат Южной Америки 1967 |
| 17 | 1 февраля 1967   | Боливия   | 0:0  | —    | Чемпионат Южной Америки 1967 |
| 18 | 26 сентября 1973 | СССР      | 0:0  | —    | Отборочный матч ЧМ-1974      |
| 19 | 14 июня 1974     | ФРГ       | 0:1  | —    | ЧМ-1974. Групповой этап      |
| 20 | 18 июня 1974     | ГДР       | 1:1  | —    | ЧМ-1974. Групповой этап      |
| 21 | 22 июня 1974     | Австралия | 0:0  | —    | ЧМ-1974. Групповой этап      |
| 22 | 22 декабря 1974  | Парагвай  | 0:1  | —    | Кубок Акоста-Нью             |
| 23 | 27 февраля 1977  | Эквадор   | 1:0  | —    | Отборочный матч ЧМ-1978      |
| 24 | 6 марта 1977     | Перу      | 1:1  | —    | Отборочный матч ЧМ-1978      |
| 25 | 20 марта 1977    | Эквадор   | 3:0  | 1    | Отборочный матч ЧМ-1978      |
| 26 | 26 марта 1977    | Перу      | 0:2  | —    | Отборочный матч ЧМ-1978      |
| 27 | 15 июня 1977     | Шотландия | 2:4  | —    | Товарищеский матч            |
| 28 | 13 июня 1979     | Эквадор   | 0:0  | —    | Товарищеский матч            |
| 29 | 21 июня 1979     | Эквадор   | 1:2  | —    | Товарищеский матч            |
| 30 | 11 июля 1979     | Уругвай   | 1:0  | 1    | Кубок Хуана Пинто Дурана     |
| 31 | 18 июля 1979     | Уругвай   | 1:2  | —    | Кубок Хуана Пинто Дурана     |
| 32 | 17 октября 1979  | Перу      | 2:1  | —    | Кубок Америки 1979           |
| 33 | 24 октября 1979  | Перу      | 0:0  | —    | Кубок Америки 1979           |
| 34 | 5 декабря 1979   | Парагвай  | 1:0  | —    | Кубок Америки 1979           |
| 35 | 11 декабря 1979  | Парагвай  | 0:0  | —    | Кубок Америки 1979           |
| 36 | 24 июня 1980     | Бразилия  | 1:2  | —    | Товарищеский матч            |
| 37 | 18 сентября 1980 | Аргентина | 1:1  | —    | Товарищеский матч            |
| 38 | 23 марта 1981    | Перу      | 2:1  | —    | Товарищеский матч            |
| 39 | 30 марта 1981    | Перу      | 0:1  | —    | Товарищеский матч            |
| 40 | 7 июня 1979      | Парагвай  | 1:0  | —    | Отборочный матч ЧМ-1982      |
| 41 | 14 июня 1979     | Эквадор   | 2:0  | —    | Отборочный матч ЧМ-1982      |
| 42 | 18 мая 1982      | Румыния   | 2:3  | —    | Товарищеский матч            |
| 43 | 21 мая 1982      | Ирландия  | 1:0  | —    | Товарищеский матч            |
| 44 | 17 июня 1982     | Австрия   | 0:1  | —    | ЧМ-1982. Групповой этап      |
| 45 | 20 июня 1982     | Германия  | 1:4  | —    | ЧМ-1982. Групповой этап      |
| 46 | 24 июня 1982     | Алжир     | 2:3  | —    | ЧМ-1982. Групповой этап      |

Итого: матчей — 46 / забито голов — 2; побед — 13, ничьих — 13, поражений — 20

## Достижения

### Командные
Сборная Чили
- Бронзовый призёр чемпионата Южной Америки: 1967
- Серебряный призёр Кубка Америки: 1979
- Обладатель Кубка Бернардо О’Хиггинса: 1966
- Обладатель Кубка Хуана Пинто Дурана: 1979

 «Сантьяго Уондерерс»
- Бронзовый призёр чемпионата Чили: 1966

 «Пеньяроль»
- Чемпион Уругвая (2): 1967, 1968
- Серебряный призёр чемпионата Уругвая (3): 1969, 1970, 1971
- Финалист Кубка Либертадорес: 1970

 «Интернасьонал»
- Чемпион Бразилии (2): 1975, 1976
- Бронзовый призёр чемпионата Бразилии: 1972
- Чемпион штата Риу-Гранди-ду-Сул (6): 1971, 1972, 1973, 1974, 1975, 1976

 «Палестино»
- Чемпион Чили: 1978
- Бронзовый призёр чемпионата Чили: 1977
- Обладатель Кубка Чили: 1978

 «Коло-Коло»
- Серебряный призёр чемпионата Чили: 1982
- Обладатель Кубка Чили: 1982

### Личные
- FIFA World Player 1976[2]
- Сборная всех звёзд Чемпионата мира по футболу 1974[3]
- Футболист года в Южной Америке (3): 1974, 1975, 1976
- Третий футболист Южной Америки: 1977
- Номинант на звание лучшего футболиста Южной Америки (4): 1972, 1973, 1978, 1981
- Обладатель «Золотого мяча» Бразилии (2): 1972, 1976
- Обладатель «Серебряного мяча» Бразилии (4): 1972, 1974, 1975, 1976
- 37-е место в списке лучших футболистов XX века по версии МФФИИС
- 8-е место в списке лучших футболистов Южной Америки XX века по версии МФФИИС
- Входит в список ФИФА 100
- Единственный чилиец принимавший участие в трёх чемпионатах мира
- Был капитаном во всех командах которых играл